# Triprion spatulatus
Triprion spatulatus és una espècie de granota que es troba a Mèxic.
Està amenaçada d'extinció per la pèrdua del seu hàbitat natural.